# 马书田
马书田（男，1946年4月—），是中国的民俗学者、作家。

## 簡介
马书田係1946年出生于北京南城琉璃厂附近一座小四合院。1983年于首都师范大学毕业。1988年担任北京电视台等单位举办“迎龙年对春联”春节电视联欢会的主要撰稿人，还于同年担任北京人民广播电台举办的征联活动的主要组织者和评委。后来还担任过中国民族大学特聘教授、中国宗教学会理事，现就职于中国少年儿童新闻出版总社担任副编审。同时还是中华炎黄文化研究会、中国宗教学会和北京诗词学会理事，中国民俗学会、中国神话学会和西藏佛教研究会的会员。
他於文化大革命后开始涉足中國民間信仰文化和神祇文化的研究与创作，3年后发表了生平第一篇专论；再6年后，第一部专著问世，到至今已有多部著作出版发行，在海内外发表著述共300万字以上。其中《华夏诸神》在1991年北京图书评选中获得荣誉奖，为马书田所有著作中再版数最多的一部作品，其简历及成果被载入《中国当代名家大辞典》、《世界名人录》及《中国当代槛联艺术家辞典》中。

## 著作
- 《千年对联佳话》（中国少年儿童出版社、1987年1月出版）ISBN 7-5007-0149-7/G·35
- 《小学生实用对联知识》（马书田 马名通 共著、北京体育学院出版社、1988年4月出版）ISBN 7-81003-092-2/G·55
- 《华夏诸神》（北京燕山出版社、1990年2月出版）ISBN 7-5402-0180-0/G·0033
- 《超凡世界—中国寺庙200神》（中国文史出版社、1990年6月出版）ISBN 7-5034-0181-8/K·134
- 《教你猜谜语》（马书侠 马书田 共著、中国少年儿童出版社、1990年12月出版）ISBN 7-5007-1115-8
- 《全像中国三百神》（江西美术出版社、1992年6月出版）ISBN 7-80580-074-X/J·70
- 《中国神祇文化全书 中国佛教诸神》（团结出版社、1994年5月出版）ISBN 7-80061-777-7/B·14
- 《中国神祇文化全书 中国道教诸神》（团结出版社、1996年4月出版）ISBN 7-80061-487-5/B·29
- 《中国神祇文化全书 中国民间诸神》（团结出版社、1997年1月出版）ISBN 7-80061-488-3/B·30
- 《中国神祇文化全书 中国冥界诸神》（团结出版社、1998年1月出版）ISBN 7-80061-651-7/B·33
- 《教你了解节假日》（马书侠 马书田 共著、中国少年儿童出版社、1998年9月出版）ISBN 7-5007-4276-2/G·3043
- 《奇联妙对故事》（中国少年儿童出版社、1999年5月出版）ISBN 7-5007-4051-4/G·2818
- 《惊险谜怪故事 文化悬案》（晨光出版社、2000年12月出版）ISBN 7-5414-1838-2/I·163
- 《中国人的神灵世界》（九州出版社、2002年1月出版）ISBN 7-80114-707-3/B·19
- 《不知道的世界 文坛歧义—文学篇》（马书田 马书侠 共著、中国少年儿童出版社、2002年10月出版）ISBN 7-5007-6272-0/I·380
- 《中国佛菩萨罗汉大典》（华文出版社、2003年1月出版）ISBN 7-5075-1378-5/B·52
- 《全像观音》（江西美术出版社、2006年1月出版）ISBN 7-80690-810-2
- 《全像妈祖》（马书田 马书侠 共著、江西美术出版社、2006年12月出版）ISBN 7-80690-925-7
- 《全像八仙》（江西美术出版社、2007年1月出版）ISBN 978-7-80749-039-5
- 《全像如来佛祖》（马书田 马书侠 共著、江西美术出版社、2007年6月出版）ISBN 978-7-80749-146-0
- 《全像关公》（马书田 马书侠 共著、江西美术出版社、2008年1月出版）ISBN 978-7-80749-337-2
- 《全像福寿财神》（马书田 马书侠 共著、江西美术出版社、2008年10月出版）ISBN 978-7-80749-565-9
- 《马书田说神系列 中国道神》（团结出版社、2006年1月出版）ISBN 978-7-80214-057-9/B·75
- 《马书田说神系列 中国佛神》（团结出版社、2006年1月出版）ISBN 978-7-80214-056-0/B·77
- 《马书田说神系列 中国俗神》（团结出版社、2007年1月出版）ISBN 978-7-80214-193-3/B·94
- 《马书田说神系列 中国鬼神》（团结出版社、2007年1月出版）ISBN 978-7-80214-194-0/B·95
- 《图说中国三百神》（上海三联书店、2007年6月出版）ISBN 978-7-5426-2464-2/G·820
- 《马书田说神系列 中国密宗神》（团结出版社、2008年5月出版）ISBN 978-7-80214-427-9/B·56
- 《马书田说神系列 中国佛教诸神》（团结出版社、2010年1月出版）ISBN 978-7-80214-650-1/B·83
- 《青龙偃月写春秋—关帝信仰图文演绎》（海风出版社、2012年11月出版）ISBN 978-7-5512-0009-7/C·26

※以下是繁體中文版书目。
- 《華夏諸神—佛教卷》（雲龍出版社、1993年）
- 《華夏諸神—道教卷》（雲龍出版社、1993年）
- 《華夏諸神—俗神卷》（雲龍出版社、1993年）
- 《華夏諸神—鬼神卷》（雲龍出版社、1993年）
- 《全像中國三百神》（國際村文庫書店、1993年）
- 《中國佛教諸神》（國家出版社、2001年）
- 《中國道教諸神》（國家出版社、2001年）
- 《中國冥界諸神》（國家出版社、2001年）
- 《中國民間諸神》（國家出版社、2001年）
- 《宗教故事叢書—中國神靈故事》（宗教文化出版社、2003年）
- 《中國諸神大觀》（國家出版社、2005年）
- 《中國千年對聯故事》（國家出版社、2005年）
- 《我們拜的神是怎樣來的?》（新潮社出版、2011年）
- 《民間俗神》（風格司藝術創作坊、2012年）
- 《冥間鬼神》（風格司藝術創作坊、2012年）
- 《道教諸神》（風格司藝術創作坊、2012年）
- 《佛教諸神》（風格司藝術創作坊、2015年）